# آبی بیکران
آبی بیکران (به فرانسوی: Le Grand Bleu) فیلمی فرانسوی و با زبان انگلیسی به کارگردانی لوک بسون محصول سال ۱۹۸۸ شرکت آمریکایی کلمبیا پیکچرز است.

## خلاصه داستان
فیلم درحالی آغاز می‌شود که ژاک مایول و انزو مولیناری کودکند و در یک منطقه ساحلی زندگی می‌کنند. پدر ژاک که کارش جمع‌آوری صدف از دریاست در حین انجام کار، کشته می‌شود و ژاک شاهد مرگ اوست. سال‌ها بعد وقتی که انزو غواص مشهوری شده دوباره ژاک را می‌بیند و او را به مسابقات غواصی قهرمانی جهان دعوت می‌کند.

## بازیگران
- ژان رنو (در نقش انزو)
- ژان مارک بار (در نقش زاک)
- روزانا آرکت
- فرانکو دیوجنه

## توضیحات
آبی بیکران در واقع شخصی‌ترین فیلم لوک بسون کارگردان فرانسوی و سازنده فیلم‌هایی چون قطار زیرزمینی و دختری بنام نیکیتا است.
او در جوانی آرزو داشت که غواص شود ولی به دلیل وقوع سانحه‌ای نتوانست به آرزوی خود برسد و این فیلم را به دلیل علاقهٔ خود به غواصی ساخت.